# Sur la trace de la Chouette d'Or
Sur la trace de la Chouette d'Or (česky „Na stopě zlaté sovy“) je hra ve formě honby za pokladem. Byla zahájena ve Francii v roce 1993 vydáním stejnojmenné knihy, pokračuje s jistými peripetiemi dodnes a je dobou trvání jednou z nejdelších her tohoto typu ve světě. Hra byla úspěšně dokončena 3. října 2024. 

## Idea a vznik hry
Koncem 70. let dostal Max Valentin (vlastním jménem Paul Régis Hauser (27.2.1947 – 23.4.2009), marketinkový konsultant, specialista pro komunikaci, spisovatel a koníčkem hudebník a účastník automobilových rallye) nápad uspořádat hru na hledání pokladu.
První verze hry s názvem „Vejce otce Méhuse“ („L’oeuf du Père Méhus“) již měla strukturu Enigem (hádanky či tajemství) jako finální verze hry a počítala s hlavní cenou ve formě Vejce z 18 karátového zlata o hmotnosti 5 kg. Hra nebyla realizována.
O cca deset let později v roce 1992 se Max Valentin setkal s malířem a sochařem Michelem Beckerem. Domluvili se na spolupráci při realizaci hry, přičemž Max Valentin dodal Enigmy, strukturu hry a instrukce k obrázkům. Michel Becker pak namaloval tematické obrázky k Enigmám, navrhl, zasponzoroval a vyrobil hlavní cenu – sošku „Zlaté sovy“.
Michel Becker zároveň vyrobil celkem 8 očíslovaných bronzových sošek sovy ve stejné velikosti jako je soška pro vítěze hry, o hmotnosti cca 10 kg.
Postupně vznikla druhá a nakonec třetí finální verze Enigem již vydaná v knize.

## Zakopání kopie sošky
V noci z 23. na 24. dubna 1993 zakopal Max Valentin bronzovou kopii sošky sovy č. 1/8 do díry hluboké asi 80 cm kdesi ve Francii v mírném svahu porostlém stromy. Povědomí o místě skrýše měl pouze on a v zapečetěné obálce měl informaci soudní vykonavatel. Soška zlaté sovy byla uložena v bankovním trezoru.

## Zahájení hry
Hra  byla zahájena dnem vydání Knihy nazvané „SUR LA TRACE DE LA CHOUETTE D´OR®“
-       první verze knihy byla vydána vydavatelstvím Éditions Manya v roce 1993 (15.5.1993), (ISBN 978-2878960679)
-       podruhé byla vydána vydavatelstvím Éditions Max Valentin v roce 1994, (ISBN 2-86665-170-7)
-       potřetí vydavatelstvím Éditions Michel Lafon v roce 1997, (ISBN 2-84098-304-4)
-       počtvrté společností Éditions de la Chouette d´Or® v roce 2019 s podtitulem Tajné zápisníky (Les cahiers secrets), (ISBN 978-2-9568629-0-1 a ISBN 2-9568629-0-1)
-       popáté společností Éditions de la Chouette d´Or® v roce 2022 s podtitulem Pod pečetí tajemství (Sous le sceau du secret), (ISBN 9782956862956)

## Princip hry
Po rozluštění všech „viditelných“ a jedné „neviditelné“ Enigmy by měl mít hráč určeno místo, kde byla zakopána bronzová kopie sošky sovy. Tu po vykopání předá organizátorovi hry a získá při splnění všech podmínek sošku „Zlaté sovy“.

###### „Viditelné“ Enigmy
Kniha obsahuje 11 „viditelných“ Enigem. Každá z nich je tvořena barevnou hlavičkou sovy, číslem Enigmy, Názvem a textem Enigmy a příslušným obrázkem na přilehlé straně. Takto každá dvoustrana tvoří „celek“ Enigmy. Nejprve bylo nutné Enigmy seřadit do pořadí, ve kterém se mají luštit. Toto pořadí dala po rozluštění Enigma B.
Pořadí Enigem pro luštění:
B - 530 - 780 – 470 – 580 – 600 – 500 – 420 – 560 – 650 – 520
V průběhu luštění každé Enigmy se musí nalézt všechny indicie pro její rozluštění i pro rozluštění Enigem následujících. Enigmy jdoucí za sebou jsou svázány klíčem, který usnadňuje rozluštění následující Enigmy. U zašifrovaných Enigem je nejprve nutné provést převod do otevřeného textu. Strukturou provázání Enigem hra snad nejvíce připomíná 3D Puzzle. Po vyluštění poslední „viditelné“ Enigmy 520 získá hráč zónu o ploše 9 až 16 km2 nepravidelného tvaru. K tomu použije ke hře doporučenou mapu Michelin 989 z roku 1993.

###### „Neviditelná“ Enigma
Neboli Supersolution, je nejtajemnější ze všech. Její existence byla až později potvrzena Maxem Valentinem. Enigma nemá vlastní text ani obrázek. Informace o její existenci a stručném popisu její „funkce“ byla součástí obsahu knihy od 3. vydání. Pro aplikaci řešení Supersolution je potřeba správná mapa IGN Serie Bleue/TOP25, na kterou se „přenese“ tvar a rozměry zóny získané v Enigmě 520.
Uvnitř zóny se nachází místo, na kterém je zakopána bronzová kopie sošky. Lokalizaci tohoto místa je možné provést pouze po vyluštění této „neviditelné“ Enigmy. Zdrojem pro luštění Enigmy jsou zbytky (reliquaty) z luštění „viditelných“ Enigem (mimo B), přičemž některé Enigmy obsahují jeden zbytek, některé více a některé žádný. Správné “zbytky“ je potřeba nejdříve identifikovat, extrahovat, potom dešifrovat a upravit, stále v pořadí tak, jak byly Enigmy luštěny. Po sestavení řešení Enigmy získá hráč „cestu“ k místu skrýše, kterou aplikuje do mapy. Supersolution také určuje směr a přesnou vzdálenost (na cm) skrýše od posledního orientačního bodu.
Po lokalizaci na mapě je pak nutné jít do terénu a na až tam určeném místě vykopat bronzovou kopii sošky.

## Dodatečné nápovědy (Indications supplémentaires)
Nápovědy od Maxe Valentina ke hře vycházely v různých médiích od června 1993 do září 1996 (jsou uvedeny i ve 3. a dalším vydání knihy), v roce 1997 pak vyšla v magazínu Le Figaro série nápověd pro všechny Enigmy.
Tyto nápovědy „usměrňovaly“ luštitele a dodávaly jim další podrobnosti k Enigmám.
Například upřesnily, že soška není zakopána na ostrově, že skrýš je dále než 100 km od Paříže a od pobřeží pevninské Francie, a není ve vysoké nadmořské výšce, ve které je „věčný led“. Při jednom z rozhovorů pro tisk Max Valentin navíc prozradil, že skrýš není dále než 5 hodin jízdy automobilem z Paříže.
Zároveň byl v červnu 1993 otevřen pro hráče („chercheurs de chouette“ tedy „hledači sovy“ mají obecně přezdívku „chouetteurs“ tedy „sovy“) placený server Minitel 3615 MAXVAL,  na kterém osobně Max Valentin odpovídal na otázky luštitelů. Prakticky se jednalo o komunikaci podobnou SMS, ve struktuře otázka/odpověď. Celkem odpověděl až do roku 2001, kdy byla tato komunikace uzavřena, na asi 100 000 otázek. Odmítal odpovídat pouze na otázky týkající se TABU témat – tedy konceptu světla a stínu (La Notion de Lumiere et d´Ombre), povahy strážců (La Nature des Sentinelles), povahy uvízlé lodi (La Nature de la Nef), reliquatů (zbytků luštění) (Reliquats), spirály 4 středů (La Spirale a 4 Centres), Supersolution (Superřešení) (Supersolution), popisu finální zóny (Description de la Zone Finale) a popisu místa skrýše (Description du Site).
Podle Maxe Valentina měla hra trvat půl roku až rok od vydání knihy.

## Hlavní cena
Cenou je soška ze zlata (cca 2 kg), stříbra a drahých kamenů, představující  Sovu, vytvořená Michelem Beckerem. Je upevněna na rubínově žilkovaném zoisitovém kvádru. Její uváděná hodnota je asi 150.000 € (1 mil Fr.).
Soška je cca 50 cm široká (rozpětí křídel), na výšku a hloubku má cca 28 cm a má hmotnost celkem cca 15 kg (bez soklu).

## Pravidla hry
Hry se může zúčastnit každý, není omezena věkem ani národností.
Pravidla hry platná od spuštění hry v roce 1993 stanovila, že nálezce zakopané bronzové kopie sošky sovy, musí zároveň se soškou předložit stanovenému soudnímu vykonavateli heslo, které bylo zakopáno společně s ní.
Později už stačilo, aby nálezce předložil soudnímu vykonavateli jen bronzovou kopii sošky sovy.
Od konce roku 2021 platí nová pravidla hry, stanovená Michelem Beckerem, který založil  společnost Editions La Chouette d´Or®. V těch se uvádí, že nálezce, který chce být uznán vítězem, musí mít ve vlastnictví originální výtisk knihy z doby, ve které začal hrát hru, mít řešení všech jedenácti Enigem, mít i řešení Supersolution, a vykopat bronzovou kopii sošky sovy. Nesmí při tom použít detektor kovů nebo podobný přístroj a nesmí systematicky sondovat terén.
Dle Komuniké z 30.4.2022 společnosti Éditions de la Chouette d´Or® by se řešení nálezce mělo shodovat s řešením, které má Michel Becker a soudní vykonavatelka ze souboru na disketě z pozůstalosti Maxe Valentina. Řešení nálezce může být i jiné, ale musí být logicky zdůvodnitelné. Hra není omezena časově, ale bude uzavřena dnem objevení skrýše.

## Změny a komplikace
V noci z 23. na 24. dubna 2009 Max Valentin náhle zemřel. Tedy přesně 16 let od zakopání bronzové kopie sošky sovy.
Michel Becker získal do vlastnictví zlatou sošku sovy a v roce 2014 se jí snažil prodat, v čemž mu bylo soudně zabráněno sdružením hráčů a právníků.
Soud však potvrdil, že je Michel Becker vlastníkem sošky až do doby předání vítězi hry.
V roce 2021 se Michelu Beckerovi podařilo dohodnout s pozůstalými z rodiny Maxe Valentina a získal obálku s dokumentem a disketou, původně uschovanou u soudního vykonavatele, na které byl nahrán zašifrovaný soubor s řešením hry. První informace byly, že se nepodařilo soubor na disketě (po 28 letech) přečíst. V Komuniké z 22.4.2022 bylo ale uvedeno, že soubor s řešením se podařilo přečíst a vytisknout v rozsahu 43 stran.
Na konci října 2021 byla zveřejněna informace, že Michel Becker společně s novou soudní vykonavatelkou 22.10.2021 navštívili místo skrýše a vykopali pouze zrezivělý kus železa v igelitové tašce. Aby hra mohla pokračovat, vložil do vykopané díry bronzovou kopii sošky č. 2/8, kterou měl náhodně v kufru auta, a díru pak zahrabali. Tato akce organizátora hry však u hráčů vzbudila nedůvěru.
Soška byla nalezena v noci na 3. října 2024 a hra tak byla ukončena; jméno nálezce zatím nebylo zveřejněno; Becker plánuje zveřejnit vysvětlující video v nejbližších dnech.